# アマゾン (映像製作)
株式会社アマゾンは、かつて存在した日本の映像製作会社である。2010年4月1日にラテルナと合併し、アマゾンラテルナとなった。

## データ
- 名称 株式会社アマゾン
- 代表取締役会長CEO 與田尚志、代表取締役社長COO 倉内均
- 資本金 4,700万円
- 所在地 東京都渋谷区千駄ヶ谷3-50-11 明星ビル4階

## 略歴・概要
1988年4月1日、テレビディレクターの倉内均によって設立された。以来、テレビ作品を中心に、数多くの映像作品を生み出す。また1989年、倉内は山本陽一主演の映画『冬物語』（配給：東宝）を演出し映画監督としてデビューしている。
2006年6月3日、倉内が監督、同社が製作、文部科学省推奨を受けた映画『佐賀のがばいばあちゃん』を全国公開（配給：ティ・ジョイ）、興行収入6億円のヒットとなる。
2008年4月1日、設立20周年を迎えた同社は、同年6月1日、映画・映像製作会社の株式会社LATERNA（ラテルナ）との提携を進めて関連会社となり、同社社長の與田尚志を代表取締役会長CEOに迎え、社長の倉内はひきつづき同社長であるとともに新たにCOOに就任した。
2009年6月、アマゾンとラテルナが資本及び業務提携。2010年4月1日、アマゾンとラテルナは合併、株式会社アマゾンラテルナとなる。

## おもなビデオグラフィ
- 『紺野美沙子の科学館』（1984年 - 1999年、テレビ朝日） - 1999年 ATP賞長寿番組賞、1987年1988年高柳健次郎科学放送奨励賞、1995年厚生省中央児童福祉審議会特別推薦文化財指定、第14回国際科学テレビ番組フェスティバル 青少年賞
- 『Ryu's Bar 気ままにいい夜』（1987年 - 1990年)
- 『デザートはあなた』（1993年、毎日放送）
- 『ワーズワースの冒険』（1994年 - 1997年、フジテレビ）
- 『学校では教えてくれないこと!!』（1994年 - 1995年、フジテレビ）
- 『むしむしQ』（1995年、NHK教育）
- 『ヨーロッパ不思議紀行』（1996年・1997年、MONDO21） - パーフェクTV！大賞 準グランプリ
- ETVカルチャースペシャル『発見! 仏の世界 - 西村公朝が探る仏像本来の姿 -』（2000年、NHK教育） - 2000年 ATP賞優秀賞
- 『ほんパラ！関口堂書店』（2000年 - 2001年、テレビ朝日）
- 『奇跡の7週間―X線の発見―』（2001年、サイエンスチャンネル） - 2001年 第43回科学技術映像祭 文部科学大臣賞
- 『スカパー！サッカー高等研究所所長 加藤久』（2001年 - 2003年、SKYPerfectTV!PPV）
- 『芸術に恋して！』（2001年 - 2003年、テレビ東京）
- 『親の顔が見てみたい？』（2002年 - 2003年、NHK）
- 『ケータイ将軍』（2002年 - 2003年、日本テレビ）
- NHKハイビジョンスペシャル『大江戸繁盛記 四谷怪談 - 恐怖という名の報酬 -』（2003年、NHK BShi） - 2003年 ATP賞優秀賞
- 『ビートたけしの!こんなはずでは!!』（2003年 - 2004年、テレビ朝日）
- 『BSアニメ夜話』（2004年 - 、NHK BS）
- 『トコトンハテナ』（2005年 - 、テレビ東京）
- 『美の壺』（2006年 - 、NHK教育・NHK BS）
- 『デジ絵の文法』（2006年 - 、CSフジテレビ）
- 『明石家さんま特番〜白洲次郎に会いに行く』（2006年、TBS）
- 『韓タメ!DX』（フジテレビTWO）
- 『第6回文芸社ドラマスペシャル 母とママと、私。-10年目の再会-』（2007年、テレビ朝日） - 2007年 ATP賞優秀賞
- 『地球アゴラ』（NHK BS1、2007年4月15日 - ）
- 『日めくりタイムトラベル』（NHK BS2、2007年4月 - ）
- 『アニメギガ』（NHK BS2、2007年4月 - ）
- 『すなっぷ』（テレビ東京）
- 『BS熱中夜話』（2007年 - 、NHK BS）
- 『ザ☆ネットスター!』（2008年 - 、NHK BS）
- 『ばら・す』（フジテレビONE） - 2008年 ATP賞優秀賞、第1回衛星放送協会オリジナル番組アワード オリジナル番組賞 最優秀賞（バラエティ番組部門）
- 『ディズニーサイエンスマジック』（ディズニー・チャンネル）
- 『夜は胸きゅん』（2007年 - 2008年、NHK）
- 『世直しバラエティ カンゴロンゴ 』（2008年 - 2009年、NHK）
- 『Delicious Nippon』（2009年 - 、国際放送チャンネル）
- 『週刊・手塚治虫』（2009年 - 、NHK BS）

## フィルモグラフィ
- 『佐賀のがばいばあちゃん』（監督：倉内均、配給：ティ・ジョイ、2006年）

## 関連事項
- アマゾンラテルナ
- ラテルナ
- ネクサス (プロダクション)
- テレビマンユニオン
- 全日本テレビ番組製作社連盟
- 映像系制作プロダクション一覧

## 註
1. ↑  日経流通新聞の記事「配給元頼みにシネコンの逆襲」（2008年9月5日付）の記述を参照。